# Isaac Hempstead-Wright
Isaac Hempstead-Wright (9 april 1999) is een Brits acteur. Hij is als elfjarige begonnen met acteren en brak door bij het grote publiek met de vertolking van de rol van Bran Stark in de HBO-serie Game of Thrones. Deze rol leverde hem een nominatie op voor een Young Artist Award in de categorie "Beste jonge mannelijke bijrol in een televisieserie".

## Filmografie

### Film
| Jaar | Titel          | Rol      | Opmerkingen |
| ---- | -------------- | -------- | ----------- |
| 2011 | The Awakening  | Tom      |             |
| 2013 | Closed Circuit | Tom Rose |             |
| 2014 | De boxtrollen  | Stem     |             |

### Televisie
| Jaar      | Titel           | Rol        | Opmerkingen               |
| --------- | --------------- | ---------- | ------------------------- |
| 2011-2019 | Game of Thrones | Bran Stark | Hoofdrol (39 afl.)        |
| 2014      | Family Guy      | Aidan      | Aflevering: "Chap Stewie" |

## Prijzen en nominaties
| Jaar | Award                      | Categorie                                                  | Film/programma  | Resultaat   |
| ---- | -------------------------- | ---------------------------------------------------------- | --------------- | ----------- |
| 2011 | Scream Award               | Beste ensemble                                             | Game of Thrones | Genomineerd |
| 2011 | Screen Actors Guild Awards | Beste prestatie door een ensemble in een dramatische serie | Game of Thrones | Genomineerd |
| 2013 | Young Artist Award         | Beste jonge mannelijke bijrol in een televisieserie        | Game of Thrones | Genomineerd |
| 2014 | Screen Actors Guild Awards | Beste prestatie door een ensemble in een dramatische serie | Game of Thrones | Genomineerd |

- Biblioteca Nacional de España: XX5607131
- Gemeinsame Normdatei: 1195478496
- International Standard Name Identifier: 0000 0004 0182 8803
- Library of Congress Control Number: no2013019801
- Nationale Bibliotheek van Israël: 987007315620505171
- Système universitaire de documentation: 260842222
- Virtual International Authority File: 296856099
- WorldCat: E39PBJrcjyPh64XDRmwjWVdbBP